# 新潟県道230号滝之又堀之内線
新潟県道230号滝之又堀之内線（にいがたけんどう230ごう たきのまたほりのうちせん）は、新潟県魚沼市内を通る一般県道である。

## 概要
路線名の「堀之内」は、終点付近の旧自治体名（新潟県北魚沼郡堀之内町）に由来する。新潟県道514号水沢新田種芋原線との重複区間では、魚沼市・長岡市境が当県道上を走っている。

### 路線データ
- 起点：新潟県魚沼市小平尾（おびろう）字滝之又（国道352号交点）
- 終点：新潟県魚沼市根小屋（新潟県道23号柏崎高浜堀之内線交点）

## 地理

### 通過する自治体
- 新潟県
魚沼市

### 交差する道路
- 国道352号（起点：魚沼市小平尾字滝之又）
- 新潟県道514号水沢新田種芋原線（魚沼市小平尾地内で重複）
- 新潟県道563号南平小平尾線（新潟県魚沼市小平尾字越又）
- 国道291号（魚沼市吉原 - 並柳交差点で重複）
- 国道252号・国道352号（並柳東交差点 - 並柳交差点で重複）（「国道252号」・「国道291号」・「国道352号」重複区間）
- 新潟県道558号泉沢新田山口線（泉沢新田入口交差点）
- 国道17号・国道291号（三国街道）（下倉交差点 - 田戸交差点で重複）（「国道17号」・「国道291号」重複区間）
- 新潟県道458号下倉小出線（下倉入口交差点）
- 新潟県道23号柏崎高浜堀之内線（終点：魚沼市根小屋、「関越自動車道堀之内PA」西方）

### 沿線
- 関越自動車道 堀之内IC/PA
- JR只見線
  - 越後広瀬駅 - 藪神駅 - 小出駅
- JR上越線
  - 小出駅 - 越後堀之内駅
- 魚沼市立小出病院
- 魚沼市立堀之内医療センター
- 魚沼市消防本部 魚沼市消防署
- 国土交通省 北陸地方整備局 信濃川河川事務所 堀之内出張所
- 魚沼市役所
  - 広神庁舎（旧・広神村役場）
  - 堀之内庁舎（旧・堀之内町役場）
- 新潟県立魚沼テクノスクール（職業能力開発校）
- 新潟県立堀之内高等学校
- 魚沼市立広神中学校
- 魚沼市立堀之内中学校
- 魚沼市立広神西小学校
- 魚沼市立堀之内小学校
- 新潟縣信用組合 堀之内支店
- JA北魚沼
  - 広瀬支店
  - 堀之内支店
- 広神郵便局
- 堀之内郵便局
- 今泉簡易郵便局
- 旭コンクリート 本社・堀之内工場
- ホリカフーズ 本社・第一工場・第二工場
- Aコープ北魚沼
  - 広瀬店
  - 堀之内店
- コメリハードアンドグリーン
  - 広神店
  - 堀之内店
- 奥只見レクリェーション都市公園（道光・根小屋地域）根小屋花と緑と雪の里
- 破間川
- 魚野川